# I Liceum Ogólnokształcące im. Adama Asnyka w Kaliszu

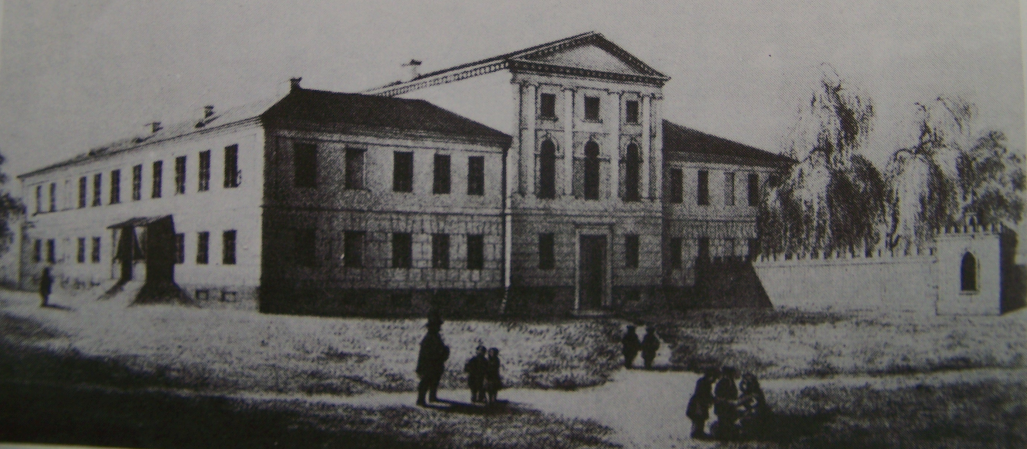
Najstarszy widok obecnego gmachu szkoły – litografia Ehrentrauta z 1835 r.

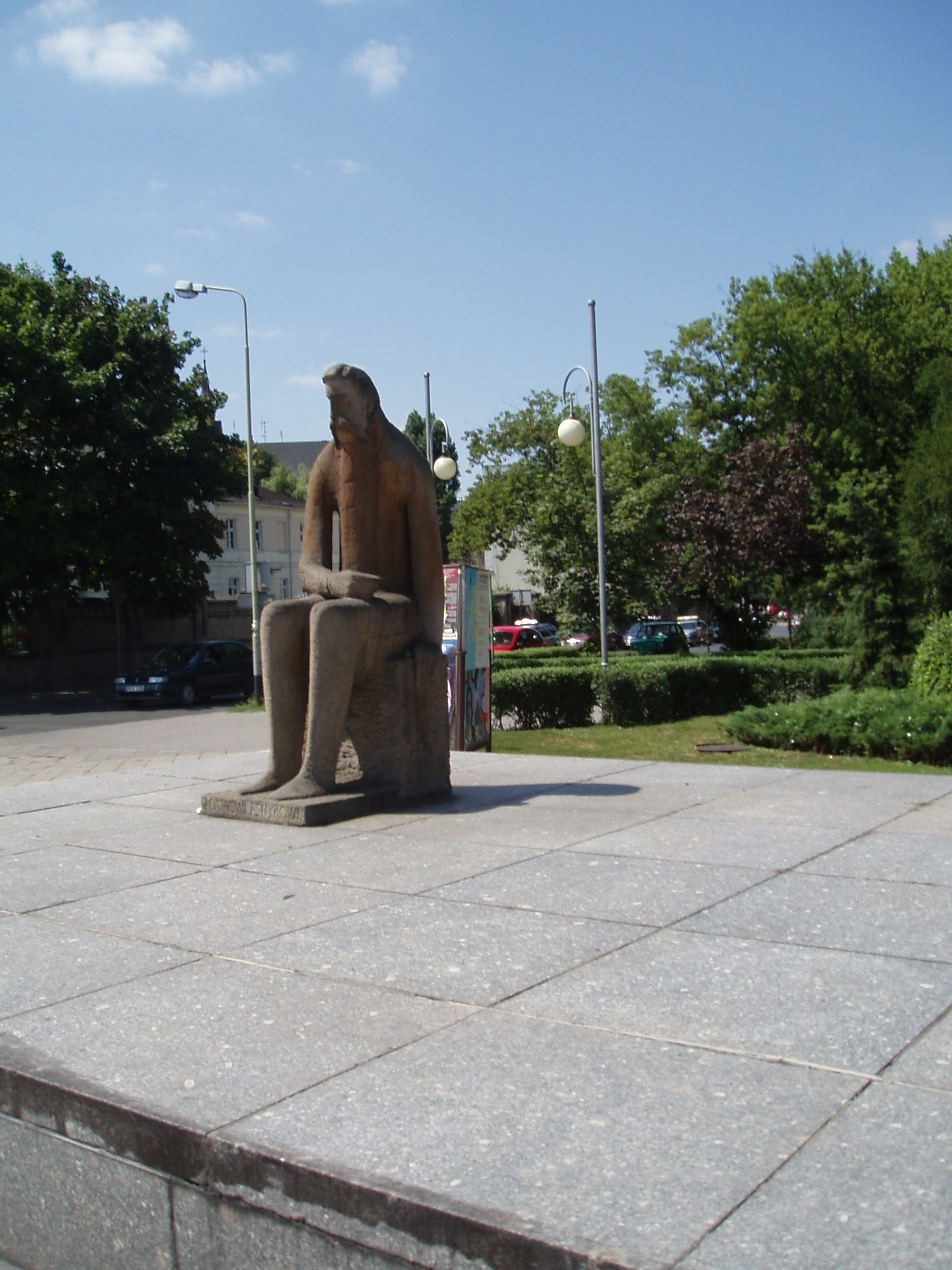
Fasada północna szkoły i pomnik Adama Asnyka dłuta Jerzego Jarnuszkiewicza

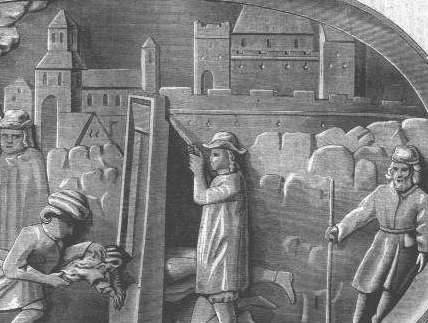
Widok Zamku Królewskiego w Kaliszu, którego fundamenty odkryli archeolodzy na terenie szkoły, fragment ryciny Adriana Głębockiego

 I Liceum Ogólnokształcące im. Adama Asnyka w Kaliszu – najstarsze liceum ogólnokształcące w Kaliszu założone w 1773 przez Komisję Edukacji Narodowej jako Szkoła Wojewódzka Podwydziałowa KEN. Szkoła jest jedną z najstarszych szkół średnich w województwie wielkopolskim i w Polsce. Część historyków uważa szkołę za spadkobierczynię i kontynuatorkę tradycji szkoły kolegiackiej założonej przy kolegiacie św. Pawła Apostoła w Kaliszu w 1160, choć wspomniana kolegiata została ostatecznie zniszczona już w 1331 roku. Od 1923 r. szkoła nosi imię swego wychowanka Adama Asnyka.

## Nazwa
Od 1773 szkoła nosiła następujące nazwy:
- 1773–1783 – Szkoła Wojewódzka Podwydziałowa Komisji Edukacji Narodowej w Kaliszu,
- 1783–1807 – Szkoła Akademicka Okręgowa w Kaliszu,
- 1807–1812 – Królewskie Gimnazjum Kaliskie,
- 1812–1819 – Szkoła Departamentowa w Kaliszu,
- 1819–1827 – Szkoła Wojewódzka Kaliska,
- 1827–1833 – Szkoła Wydziałowa w Kaliszu,
- 1833–1842 – Obwodowa Szkoła Filologiczna w Kaliszu,
- 1842–1845 – Szkoła Powiatowa w Kaliszu,
- 1845–1862 – Wyższa Szkoła Realna w Kaliszu,
- 1862–1866 – Gimnazjum Filologiczne w Kaliszu,
- 1866–1914 – Męskie Gimnazjum Klasyczne w Kaliszu,
- 1916–1923 – Miejskie Gimnazjum Filologiczne Męskie w Kaliszu,
- 1923–1932 – Państwowe Gimnazjum Humanistyczne im. Adama Asnyka w Kaliszu,
- 1932–1939 – Gimnazjum i Liceum im. Adama Asnyka w Kaliszu,
- 1945–1948 – Gimnazjum i Liceum im. Adama Asnyka w Kaliszu,
- od 1948 – I Liceum Ogólnokształcące im. Adama Asnyka w Kaliszu.

## Kalendarium 1819–2007

### Do powstania listopadowego
- 1819 – w pobliżu fundamentów dawnego zamku starościńskiego ukończono budowę w stylu klasycystycznym obecnego gmachu szkoły, według projektu młodego architekta, Sylwestra Szpilowskiego.
- 1819 – rozpoczęcie roku szkolnego przez 16 nauczycieli i 567 uczniów Szkoły Wojewódzkiej Kaliskiej.
- 1819 – absolwent Szkoły Wojewódzkiej, Roman Osten, stworzył Związek Kawalerów Narcyza – tajną organizację młodzieżową o charakterze samokształceniowym i narodowym.
- 1826 – założenie tzw. Złotej Księgi, do której wpisywano wyróżniających się uczniów.
- 1826 – Feliks Łączkowski wraz z 12 kolegami z IV klasy utworzyli nielegalne Towarzystwo Literackie „Auska”. Po ujawnieniu działalności towarzystwa przez rektora, Antoniego Wolickiego, jego członkowie zostali oskarżeni o działalność antypaństwową i ukarani karą chłosty lub przeniesieniem do klasy niższej. W ramach represji Szkołę Wojewódzką władze oświatowe przeniosły w 1827 r. do Piotrkowa, a w obecnym budynku utworzono czteroklasową Kaliską Szkołę Wydziałową.
- 1 września 1832 – zawieszenie zajęć w Szkole Wydziałowej z powodu zaangażowania się w działalność powstańczą wielu uczniów i nauczycieli.

### Pierwsze represje rosyjskie
- 1833 – utworzenie czteroklasowej Obwodowej Szkoły Filologicznej.
- 16 listopada 1833 – rozstrzelanie przez Rosjan Antoniego Winnickiego, absolwenta szkoły, emisariusza emigracyjnej organizacji Zemsta Ludu i organizatora oddziałów uczestniczących w partyzantce Józefa Zaliwskiego. Stracony został również Artur Zawisza (26 lub 15 listopada).
- 1842 – powstanie Szkoły Powiatowej.
- 1845 – utworzenie Wyższej Szkoły Realnej.
- 1848 – w szkole urządzone zostało laboratorium chemiczne.
- 8 kwietnia 1848 – zamknięcie szkoły (do 17 października 1849) z powodu powstania w Wielkopolsce.
- 1849 – do szkoły został przyjęty Adam Asnyk. W 1850 zostanie wpisany do „Złotej Księgi”, a w 1853 zda egzamin dojrzałości i uzyska tzw. patent.
- 22 kwietnia 1861 – „wskutek nieporządków” zamknięto szkołę, a następnie usunięto z niej 23 najaktywniejszych uczestników protestów przeciwko władzom. Pozostali byli ponownie wpisani na listę uczniów, jeśli władze szkolne uznały, że sprawowali się dobrze i zdali wyznaczony egzamin.
- 8 stycznia 1862 – wznowienie zajęć szkolnych.
- 1 października 1862 – utworzenie siedmioklasowego Gimnazjum Filologicznego.

### Czasyrusyfikacji
- styczeń 1863 – uczniowie złapani na próbie dotarcia do powstańczych oddziałów, po odsiedzeniu 3 dni w gimnazjalnym karcerze, otrzymali karę chłosty w szkolnej auli w obecności innych uczniów. Przy wejściu na salę, koledzy niedoszłych powstańców demonstracyjnie, po wojskowemu salutowali ukaranym. W następstwie tych wydarzeń szkoła zostaje zamknięta do stycznia 1864
- 1866 – powstanie siedmioklasowego (od 1874 ośmioklasowego) Męskiego Gimnazjum Klasycznego.
- 1867 – według przeprowadzonego spisu majątek szkoły wynosił 12140 rubli, bo taka była wartość wyposażenia gabinetu fizycznego, mebli szkolnych i kancelaryjnych, biblioteki liczącej 3332 książek, 39 atlasów, map, wzorów do rysowania oraz czasopism.
- 1874 – utworzenie w szkole internatu z sypialniami na parterze i I piętrze.
- 1879 – początek tradycji zjazdów wychowanków szkoły – w Warszawie spotkało się 123 absolwentów Szkoły Wyższej Realnej i Gimnazjum Filologicznego, by uczcić 65 rocznicę urodzin i 43 rocznicę rozpoczęcia pracy nauczycielskiej Jana Kluczewicza, byłego inspektora (dyrektora) szkoły.
- 1888 – szkołę ukończył Stanisław Wojciechowski, późniejszy prezydent RP.
- 1891 – pierwsze nielegalne spotkanie młodych socjalistów w mieszkaniu Bronisława Szperlinga. Następne spotkania odbywały się m.in. w mieszkaniu naczelnika więzienia i w kancelarii parafialnej zboru ewangelickiego. Dzieła Marksa, Engelsa, Kautskyego i Kropotkina przywozili studenci z uczelni warszawskich, a wśród nich student medycyny Pióro, syn dyrygenta orkiestry kaliskiej.
- styczeń 1905 – utworzenie szkolnego komitetu strajkowego złożonego z przedstawicieli gimnazjum męskiego i żeńskiego oraz szkoły realnej, na czele ze Sławomirem Czerwińskim, późniejszym ministrem Wyznań Religijnych i Oświecenia Publicznego.
- 31 stycznia 1905 – wiec młodzieży kaliskiej na cmentarzu tynieckim, na którym podjęto decyzję o rozpoczęciu strajku szkolnego.
- 1 lutego 1905 – podczas drugiej lekcji dzwonkiem wiszącym na budynku szkolnym dano znak rozpoczęcia strajku w szkołach kaliskich. Pomimo protestów nauczycieli i pedli, uczniowie gwałtownie, wybijając szyby wybiegli na dziedziniec, a następnie udali się na plac cerkiewny i do gimnazjum żeńskiego. Pochód uczniów i uczennic na ul. Warszawskiej został rozpędzony przez oddział carskich dragonów.
- 7 lutego 1905 – wręczenie dyrektorowi tekstu petycji przygotowanej przez komitet strajkowy, z żądaniem nauczania w języku polskim, zniesienia systemu policyjnego, prawa zakładania kółek koleżeńskich, dania uczniom prawa głosu w sprawach ich dotyczących, nieusuwania ze szkoły za poglądy polityczne i kontroli społecznej nad szkołą. Konsekwencją strajku było wydalenie wielu uczniów ze szkoły, w tym kilku z tzw. wilczym biletem oraz zamknięcie szkoły do 1906.
- 3 sierpnia 1914 – ulokowanie się w gmachu gimnazjum niemieckich władz wojskowych pod dowództwem majora Hermana Preuskera.

### Pierwsza okupacja niemiecka (1914–1918)
- 1916 – utworzenie Miejskiego Gimnazjum Filologicznego.
- wrzesień 1917 – zorganizowanie przez uczniów tzw. ofiary wstrzemięźliwości na rzecz legionistów internowanych w Szczypiornie (łącznie ze wszystkich klas zebrano 153 marki, 56 fenigów, 20 rubli i 8 kopiejek), a w szkolnej auli zwanej salą kolumnową, wystawiono prace malarskie legionisty, Mariana Jankowskiego.
- marzec 1918 – wywieszenie na budynku szkoły czarnej chorągwi, na znak protestu i żałoby z powodu oderwania Chełmszczyzny od Królestwa. Za ten czyn dyrektor Pacholski, pomimo protestu nauczycieli zastosował wobec młodzieży kary dyscyplinarne.

### W Polsce niepodległej
- listopad 1918 – uczniowie najstarszych klas ochotniczo zgłaszają się do Sztabu Wojskowego Ziemi Kaliskiej, na czele którego stoi wychowanek szkoły kpt Juliusz Ulrych, by po otrzymaniu broni rozbrajać Niemców i pełnić służbę wartowniczą. W grudniu 1918 r. dyrektor zamieszcza w prasie apel wzywający ich do podjęcia przerwanej nauki pod groźbą wykreślenia z listy uczniów. Podobny apel pojawi się w Gazecie Kaliskiej w roku 1920.
- luty 1919 – Kurier Powszechny pisze: „Uczniowie VI-tej kl. kaliskiego męskiego gimnazjum z okazji imienin prof. W. Szwedy na obronę kresów wschodnich złożyli 16 mk i 50 f w Administracji naszego pisma”.
- 8 września – 9 września 1923 – I Zjazd Wychowańców Szkół Kaliskich. Obecny był prezydent RP i wychowanek szkoły, Stanisław Wojciechowski, wśród gości był również inny wychowanek szkoły, wówczas rektor Uniwersytetu Wileńskiego, Alfons Parczewski. Przewodniczącym Zjazdu był Tadeusz Miłobędzki, komitetem organizacyjnym kierował Kazimierz Arnold. Z tej okazji wydano Pamiętnik Zjazdu Wychowańców Szkół Kaliskich 8-9 września 1923.
- 1 listopada 1923 – z inicjatywy wychowanków szkoły – prezydenta RP, Stanisława Wojciechowskiego i Sławomira Czerwińskiego gimnazjum zostało upaństwowione otrzymując nazwę: Państwowe Gimnazjum Humanistyczne im. Adama Asnyka. Treść aktu była następująca: „W imieniu Magistratu miasta Kalisza wyżej wymienieni przedstawiciele oświadczają, iż oddają Państwu Polskiemu na własność Gimnazjum Miejskie istniejące od 1916 r. mieszczące się w gmachu szkolnym państwowym przy ul.Grodzkiej. Kuratorium ze swej strony szkołę tę przyjmuje, tak że na mocy tego aktu staje się ona od dnia 1 listopada 1923 r. Państwowym Gimnazjum im. Adama Asnyka”.
- W szkolnej auli odsłonięto również tablicę pamiątkową następującej treści: „Z posiewu krwi waszej Ojczyzna róść będzie. Pamięci uczniów tej szkoły poległych w obronie Ojczyzny w latach 1918–1920; Dąbkowskiemu Wacławowi, Gryczyńskiemu Cyrylowi, Kozłowskiemu Januszowi, Michalskiemu Janowi, Sawickiemu Antoniemu, Szalowi Franciszkowi – Koledzy, Kalisz 1 listopada 1923 roku”. Tablica została zniszczona w okresie okupacji hitlerowskiej. Odtworzono ją i odsłonięto ponownie w 1991 r. staraniem Stowarzyszenia Wychowanków Gimnazjum i Liceum im. Adama Asnyka.
- 1927 – wybudowanie sali gimnastycznej.
- 1928 – II Zjazd zorganizowany przy pomocy Towarzystwa Wzajemnej Pomocy b. Wychowańców Szkół Kaliskich.
- 1928 – wprowadzenie obowiązku noszenia granatowych szkolnych mundurków. Ze względu na bordowe prostokąty na kołnierzach, bordowy kolor lampasów na spodniach i otoków na czapkach, „asnykowców” nazywano w mieście „burakami'.
- 1930 – „Bratnia Pomoc” została przekształcona w „Samopomoc” (w 1935 r. przemianowanej na „Samorząd Uczniów”).
- 1930 – zjazd wychowanków kaliskich szkół średnich z okazji 25-lecia strajku szkolnego.
- 1931 – dyrektor Stanisław Pacholski służbowo przeniesiony do Płocka, ponieważ wbrew poleceniu kuratora nie ukarał uczniów uczestniczących w rozruchach ulicznych (zginie w 1945 spalony żywcem w łódzkim Radogoszczu).
- 1931 – Koło Literacko-Naukowe „Kalina” rozpoczęło edycję szkolnego pisma Sztubak (w 1933 r. pismo połączy się ze Świtem wydawanym przez uczniów Gimnazjum im. T. Kościuszki, tworząc dwumiesięcznik Czyn i Słowo pod redakcją Józefa Garlińskiego). W szkole ukazywało się również pismo Latawiec, redagowane przez uczniów klasy piątej.
- listopad 1931 – w sali Teatru Popularnego uczniowie wystawili „Mazepę” Słowackiego, w reżyserii polonisty, Zygmunta Dzierżyńskiego.
- 1932 – wprowadzenie reformy jędrzejewiczowskiej polegającej na zastąpieniu ośmioletniego gimnazjum dwustopniową szkołą średnią, której niższym stopniem było czteroletnie gimnazjum (tzw. mała matura), a wyższym dwuletnie liceum (duża matura). Szkoła zmienia nazwę na Gimnazjum i Liceum im. Adama Asnyka i wprowadza dwie specjalizacje licealne: humanistyczną i przyrodniczą.
- 9 grudnia 1933 – III Zjazd, podczas którego m.in. uczniowie przedstawili Ilustracje sceniczne – sceny z życia szkolnego w okresie zaborów i w wolnej Polsce.
- 1933 – najmniejsza liczba uczniów w całym okresie międzywojennym – 276. Wcześniej i później było ich w szkole najczęściej ponad 400. Średnio świadectwo dojrzałości rocznie uzyskiwało dwudziestu kilku absolwentów, a do klas pierwszych przyjmowano 80 uczniów.
- wrzesień 1935 – Towarzystwo Wychowańców Szkół Kaliskich organizuje spotkanie wychowanków, podczas którego odsłonięto na dziedzińcu szkoły tablicę pamiątkową poświęconą Alfonsowi Parczewskiemu.
- 1935 – szkołę wizytuje Wacław Jędrzejewicz, minister Wyznań Religijnych i Oświecenia Publicznego.
- 10–11 września 1938 – IV Zjazd połączony z obchodami setnej rocznicy urodzin patrona szkoły. Odsłonięto tablicę pamiątkową na kamienicy Aleksandra Ulrycha stojącej w miejscu rodzinnego domu poety (ul. Warszawska 14, ob. Zamkowa 14) oraz wręczono nagrodę literacką ufundowaną przez Radę Miejską Stefanowi Otwinowskiemu.
- 24 sierpnia 1939 – szkoła zamieniona na koszary 73 Batalionu Wartowniczo-Etapowego.
- 1 września 1939 – wielu wychowanków walczy w kampanii wrześniowej wchodząc w skład 25 Kaliskiej Dywizji Piechoty pod dowództwem generała Franciszka Altera.

### Druga okupacja niemiecka (1939–1945)
- 4 września 1939 – zajęcie szkoły przez niemieckich żołnierzy. Salę gimnastyczną przeznaczono na stajnię.
- wrzesień 1939 – utworzenie w budynku szkoły obozu dla Niemców bałtyckich, sprowadzonych na osiedlenie. To właśnie oni rozgrabili i zniszczyli pomoce naukowe, a dokumenty szkolne i książki z biblioteki spalili lub wyrzucili (woźnemu F. Adamiakowi udało się jednak uratować znaczną część protokołów egzaminów maturalnych z lat międzywojennych).
- wiosna 1940 – szkołę zajmuje żandarmeria niemiecka. Wewnątrz budynku dokonano przebudowy przystosowując go do celów biurowych i aresztanckich. Rozebrano salę gimnastyczną, zlikwidowano balkon w auli, wycięto rosnące wokół szkoły kasztany i zasypano m.in. książkami kanał miejski znajdujący się ok. 60 m od szkoły, tworząc pas zieleni. W prawej części budynku, na parterze znajdował się gabinet komendanta, majora Krausego, obok utworzono centralę telefoniczną, piwnice zamieniono na cele. Przy wejściu do szkoły pojawił się napis: „Eintritt verboten!” (Wstęp wzbroniony!).

### Polska Ludowa
- 23 stycznia 1945 – gmach szkoły zajmuje Urząd Bezpieczeństwa. W budynku Gimnazjum im. Anny Jagiellonki umieszczono trzy gimnazja: A. Asnyka, T. Kościuszki i A. Jagiellonki. „Asnyk”, przez 125 lat szkoła męska, jest przejściowo uczelnią koedukacyjną.
- 3 marca 1945 – pierwsze w nowych warunkach posiedzenie Rady Pedagogicznej Gimnazjum i Liceum im. A. Asnyka.
- 8 marca 1945 – egzaminy do liceum, 12 marca do gimnazjum.
- 5 kwietnia 1945 – po nabożeństwie w kościele Franciszkanów, uroczyste rozpoczęcie roku szkolnego.
- 5–11 lipca 1945 – egzaminy maturalne, 28 lipca – zakończenie roku szkolnego.
- 25 listopada 1946 – UB opuszcza budynek przy ul. Grodzkiej 1.
- 11 stycznia 1947 – uroczysty powrót „asnykowców” do dawnej siedziby. Program uroczystości zawierał m.in. nabożeństwo w kościele św. Mikołaja, akademię w szkolnej auli i zabawę.
- 25–26 maja 1947 – V Zjazd Wychowanków Gimnazjum i Liceum im. Adama Asnyka. Wśród uczestników zorganizowano zbiórkę pieniędzy na prace remontowe i wyposażenie szkoły w pomoce naukowe oraz wydano Jednodniówkę Zjazdu Wychowanków Gimnazjum i Liceum im. A. Asnyka pod redakcją Tadeusza Pniewskiego.
- październik 1947 – usunięcie ze szkoły nauczyciela za antysemickie wypowiedzi. 6 uczniom udzielono surowej nagany i obniżono ocenę ze sprawowania do nieodpowiedniej za wypowiedzi i kolportowanie antysemickiej kartki „o treści uwłaczającej godności narodowej”.
- 29 lutego 1948 – utworzony przez Marka Kiersnowskiego w 1943 r. w Warszawie Związek Słowiański, zmienia nazwę na Hufce Wolnej Słowiańszczyzny i przechodzi do konspiracji. Po wydanej 24 czerwca odezwie protestującej przeciwko „faszyzmowi”, „kapitalizmowi” i „stalinizmowi” nastąpiła dekonspiracja i aresztowania. M. Kiersnowski otrzymał karę 6 lat więzienia, a czterech jego kolegów z „Asnyka” po 1,5 roku.
- 1 września 1948 – powstanie I Liceum Ogólnokształcącego im. Adama Asnyka.
- 1950 – „frontalna” wizytacja szkoły, która wykazała, że na lekcjach nie omawiano zasad materializmu dialektycznego, osiągnięć Łysenki, marksistowskiej teorii walki klasowej, nauczyciele nie znają osiągnięć pedagogiki radzieckiej i przemówień towarzysza Bieruta. W bibliotece szkolnej znajdują się książki „powojennego wydania angielskiego i amerykańskiego”. Komisja frontalna zwróciła uwagę na niezbyt dobrą strukturę socjalną szkoły: „trochę za dużo elementu mało wartościowego, drobnomieszczańskiego”. Faktycznie, ok. 90% uczniów pochodzi z tzw. „inteligencji pracującej”, ok. 8% z rodzin chłopskich z okolic miasta i tylko znikomy procent z rodzin rzemieślniczych i robotniczych, głównie „dynastii” rzemieślniczych i robotniczych ze starych rodzin kaliskich.
- 1951 – za ważne zadanie wychowawcze dyrektor uznaje zlikwidowanie uczniów „dzikich”, tj. nie należących do żadnej organizacji.
- 1952 – przewodniczący Zarządu Szkolnego ZMP, Jerzy Ściesiek założył nielegalną organizację „Orzeł”. Urząd Bezpieczeństwa zatrzymał 5 najbardziej aktywnych członków organizacji, którzy następnie otrzymali kary więzienia od 2 do 6 lat. Dyrektor Antoni Fiala został odwołany ze swojej funkcji za „brak czujności”.
- 26 października 1953 – „prawdopodobnie podczas drugiej lekcji, pojawiły się na ścianach korytarzy i klatki schodowej 4 napisy wrogie naszemu ustrojowi”. UB wszczęło śledztwo, ale sprawców nie wykryto. Podobne przypadki zdarzą się jeszcze kilkakrotnie do 1956 r.
- 1953 – w celu zachęcenia okolicznych rolników do wykonania obowiązkowych dostaw, utworzenie „ekipy wyjazdowej” z odpowiednim programem artystycznym, składającej się z uczniów i nauczycieli. W tym samym roku zapoczątkowano tradycję wyjazdów do pobliskich PGR-ów na wykopki ziemniaków.
- 1954 – wizytacja komisji frontalnej KW PZPR. Stwierdzono brak pomocy dla ZMP ze strony grona pedagogicznego oraz niski poziom ideologiczny szkolnych apeli (polegały na odśpiewaniu paru hymnów komunistycznych, po czym w klasach, po zakończeniu apelu, spokojnie odmawiało się modlitwę poranną, a po lekcjach dziękczynną) i ZMP nie orientującego się w celach II Zjazdu PZPR i wytycznych IX Plenum. Bezskuteczna próba władz państwowych usunięcia krzyży z sal klasowych, po paromiesięcznym rozgorączkowaniu kończy się na tym, że krzyże pozostają, ale już nie nad tablicą i portretami dostojników partii i państwa (wówczas: Bieruta, Cyrankiewicza i Rokossowskiego), lecz nad drzwiami wejściowymi do klas. Jeszcze przez długie lata nauka religii należała (ze stopniem na świadectwie) do programu szkolnego, udzielano nauk religii wszystkim trzem grupom wyznaniowym – największej katolickiej i mniejszym luterańskiej i prawosławnej.
- 1956 – uczniowie „Asnyka” biorą czynny udział w zbiórce pieniędzy i żywności na ulicach miasta dla ludności węgierskiej po interwencji sowieckiej w tym kraju.
- Uczniowie klasy Xb („angielskiej”) grożą strajkiem przeciwko graniczącym z sadyzmem metodom nauczania profesora matematyki Zygmunta P. Klasy Xa („łacińska”) i Xc („niemiecka”) solidaryzują się z nimi. Zygmunt P. zostaje zawieszony w funkcji wykładowcy, półtora roku później opuszcza szkołę na zawsze.
- 1957, wiosna – ZMP zostaje rozwiązane. Ani jeden uczeń z rocznika maturalnego (65 osób) nie wstępuje do Związku Młodzieży Socjalistycznej mimo agitacji byłych funkcjonariuszy powiatowego ZMP.
- 8–9 września 1957 – VI Zjazd, podczas którego wychowankowie ufundowali szkole sztandar oraz 2 tablice pamiątkowe: jedną poświęconą nauczycielom i wychowankom, poległym, pomordowanym i zmarłym podczas II wojny światowej, drugą upamiętniającą pobyt w szkole A. Asnyka. Odsłonięto także ufundowaną przez miasto nową tablicę pamiątkową na domu Ulrychów w miejscu zniszczonej przez hitlerowców tablicy z 1938 roku.
- 22–24 lipca 1960 – VII Zjazd (nadzwyczajny) z okazji obchodów jubileuszu XVIII wieków Kalisza. Odsłonięto pomnik A. Asnyka autorstwa Jerzego Jarnuszkiewicza.
- 1961 – inspektor zwraca uwagę Radzie Pedagogicznej, że: „młodzież sterczy przed szkołą, wchodzi do szkoły oknami, przez okna wyrzuca tarcze, marynarki itd. Temu wszystkiemu przypatruje się ludność”.
- 1962 – 3 uczniów z klasy X i XI zainstalowało podsłuch w pokoju konferencyjnym na czas obrad Rady Pedagogicznej. Winnych ukarano naganą w obecności wszystkich uczniów, a główny organizator przedsięwzięcia musiał dodatkowo zdawać egzamin z fizyki z całego materiału klasy XI-tej.
- 1965 – nieskuteczna próba nakłonienia młodzieży do podpisania się pod protestem przeciwko listowi biskupów polskich do biskupów niemieckich.
- 1 września 1967 – „Asnyk” staje się szkołą koedukacyjną.
- 16–17 września 1967 – VIII Zjazd. Pieniądze ze składek uczestników przeznaczono na budowę sali gimnastycznej.
- 1970 – szkolna aula została przebudowana na cele dydaktyczne.
- 1972 – pierwsze ślubowanie młodzieży klas maturalnych na Sztandar Szkoły.
- 1972 – ukończenie budowy sali gimnastycznej.
- 22–24 września 1973 – IX Zjazd (nadzwyczajny) dla uczczenia 200 rocznicy powstania KEN i 50 rocznicy nadania szkole imienia Adama Asnyka. Z tej okazji odsłonięto tablicę pamiątkową na budynku szkoły.
- 1973 – początek tradycji ślubowania klas pierwszych w Dniu Patrona Szkoły.
- 1976 – uruchomienie szkolnego radiowęzła.
- 16–17 września 1978 – X Zjazd z udziałem ok. 800 wychowanków. Odsłonięto medalion z popiersiem A. Asnyka i wydano Zarys historii najstarszej szkoły kaliskiej (I LO im. A. Asnyka), napisany przez Jana Marcinkiewicza.
- 24 października 1978 – w ramach Towarzystwa Miłośników Kalisza powstaje Koło Wychowanków Gimnazjum i Liceum im. Adama Asnyka. Prezesem wybrano Bogdana Bladowskiego, późniejszego sędziego Sądu Najwyższego.
- 13 grudnia 1981 – 4 stycznia 1982 – zawieszenie zajęć szkolnych z powodu wprowadzenia stanu wojennego.
- 17–18 września 1983 – XI Zjazd z okazji którego ukazały się wspomnienia wychowanków pt. Nasi profesorowie z „Asnyka”, a wystawę swoich prac pokazał artysta plastyk Krzysztof Oleksiak.
- 9–11 września 1988 – XII Zjazd. Ukazała się książka Tadeusza Pniewskiego Kalisz z oddali, w dużej części opisująca szkolne lata autora.

### W III Rzeczypospolitej
- 22 lutego 1990 – utworzenie Stowarzyszenia Wychowanków Gimnazjum i Liceum im. Adama Asnyka w Kaliszu z Jerzym Borowiakiem jako prezesem na czele.
- marzec 1990 – ukazał się pierwszy numer szkolnego czasopisma Adam.
- 1992 – początek kontaktów ze szkołą partnerską w Hamm.
- 10–12 września 1993 – XIII Zjazd, który przyczynił się do powstania najpełniejszej jak dotąd monografii szkoły: Szkoła Kaliska. Dzieje I Liceum Ogólnokształcącego im. Adama Asnyka w Kaliszu pod redakcją Edwarda Polanowskiego.
- 8 kwietnia 1995 – ukazuje się pierwszy numer czasopisma Asnykowiec. Biuletyn Stowarzyszenia Wychowanków Gimnazjum i Liceum im. Adama Asnyka w Kaliszu pod redakcją Adama Borowiaka.
- 11–13 września 1998 – XIV Zjazd. Wydanie drugiego tomu monografii Szkoła Kaliska. Nauczyciele i wychowankowie. Obok historycznego dzwonka, który w 1905 dał sygnał do rozpoczęcia strajku szkolnego, odsłonięto 2 tablice pamiątkowe. Józef Garliński ufundował tablicę o historii szkoły, natomiast Zenon Sroczyński tablicę poświęconą Stanisławowi Wojciechowskiemu.
- 1999 – odsłonięcie tablicy pamiątkowej poświęconej ofiarom UB więzionym w szkolnych piwnicach w latach 1945–1946.
- 1999 – Paweł Szyld (uczeń Ireny Magnuszewskiej) zdobywa brązowy medal w międzynarodowej olimpiadzie biologicznej, która odbyła się w Szwecji.
- 12–14 września 2003 – XV Zjazd. Wśród okolicznościowych wydawnictw album Krzysztofa Oleksiaka i Adama Borowiaka pt. Kaliszanie.
- 11 czerwca 2005 – na dziedzińcu szkoły uroczyste otwarcie wystawy „Wiatr w literaturze i sztuce” zorganizowanej wspólnie przez Akademię Letnią i Seminarium Kształcenia Nauczycieli z Hamm, studentów Wydziału Pedagogiczno-Artystycznego Uniwersytetu im. Adama Mickiewicza w Poznaniu i uczniów z klasy II d.
- 2005 – 52 miejsce szkoły (3 w Wielkopolsce) w rankingu Perspektyw.
- 15 września 2006 – utworzenie chóru szkolnego.
- 2007 – udział Michała Kowary w zawodach centralnych 3 olimpiad przedmiotowych: fizycznej, chemicznej i biologicznej (w tej ostatniej został laureatem II stopnia).
- 2007 – remont generalny szkoły i przywrócenie dawnej auli.

## Dyrektorzy szkoły
- Ignacy Przybylski 1818–1825,
- Jan Holewiński 1825–1826,
- Antoni Michał Wolicki 1826–1827,
- Maciej Majewski 1827–1830,
- Jan Szumkowski 1830–1831,
- Jan Borowicz 1831–1845,
- Karol Beithel 1845–1855,
- Aleksander Sawin 1855–1862,
- Józef Herbich 1862,
- Piotr Żebrowski 1862–1864,
- Jan Kluczewicz 1864–1867,
- Danił Ponomariew 1867–?,
- Mitrofan Stiepanowicz ?,
- Aleksander Sawicki 1873–1882,
- Antoni Siemienowicz 1882–1900,
- Teodor Władymirow 1900–1901,
- Siemion Anisimow 1901–1905,
- Aleksandrowski 1906–?,
- Modin ?,
- Iwan Płaksin ?–1914,
- Stanisław Pacholski (kier. od 1916, dyr. od 1924[2] do 1931)
- Jan Wojtaszewski 1931–1932,
- Leopold Badzian 1932–1933,
- Ludomir Fabrycy 1933–1939, 1945–1950,
- Antoni Fiala 1950–1953,
- Marian Stawicki 1953–1967,
- Józef Dzikowski 1967–1969,
- Józef Goliński 1969,
- Józef Szambelan 1969–1971,
- Józef Dzikowski 1971–1990,
- Franciszek Podgórny 1990–2005,
- Andrzej Urbaniak 2005–2010,
- Elżbieta Karpisiewicz 2010–2015,
- p.o. Jadwiga Bartoszek 2015–2017,
- Urszula Janczar 2017–